# 国史大辞典 (明治時代)
国史大辞典（こくしだいじてん）は、1908年（明治41年）に吉川弘文館から刊行された日本で最初の本格的な日本史辞典である。

## 概要
編集委員は八代国治・早川純三郎・井野辺茂雄。初版は本文2,400ページと230ページの年表及び46葉の参考附図からなる別冊で構成された。明治維新以後の「現代史」については扱わなかったものの、こうした辞典は日本で最初であったために、当時としては画期的であり、版を重ねた。このため、1925年（大正14年）に大増訂版が刊行され、昭和に入ると小型の6冊からなる分冊版が出されるなど、当時の日本においては事実上唯一のものであった（昭和期に冨山房より「国史辞典」が編纂されたものの、第二次世界大戦によって中絶したため完成されなかった）。